# جووانی روسی
جووانی روسی (انگلیسی: Giovanni Rossi; ۷ مهٔ ۱۹۲۶ – ۱۷ سپتامبر ۱۹۸۳) دوچرخه‌سوار اهل سوئیس بود.